# Mitch Cooper
Mitch Cooper, né le 18 septembre 1994 à Port-Vila au Vanuatu, est un footballeur international vanuatuan. Il évolue au poste de milieu de terrain.

## Biographie
Cooper est né à Port-Vila, au Vanuatu, et y vit jusqu'à l'âge de huit ans, fréquentant l'école internationale de Port-Vila. Il vit ensuite en Nouvelle-Zélande pendant cinq ans avant de s'installer en Australie.

### Carrière en club

#### Gold Coast United
Cooper est appelé avec l'équipe senior du Gold Coast United en février 2012, à l'âge de dix-sept ans. Le capitaine habituel Michael Thwaite étant suspendu, le propriétaire du club Clive Palmer le nomme capitaine pour le match contre le Melbourne Heart, signe de l'engagement du club à promouvoir les jeunes joueurs. L'entraîneur Miron Bleiberg qualifie par la suite cette décision de symbolique, affirmant que des joueurs plus expérimentés dirigeraient effectivement l'équipe sur le terrain. Clive Palmer suspend Miron Bleiberg de son poste à la suite de ces commentaires, le remplaçant par l'entraîneur adjoint Mike Mulvey pour le match contre le Melbourne Heart. Le Gold Coast United perd le match 1-0 sur un but tardif d'Eli Babalj. Miron Bleiberg quitte le club quelques jours plus tard, déclarant que les actions de Clive Palmer avaient blessé sa dignité.
Lors du match suivant du Gold Coast United, il inscrit son premier but pour le club, le troisième de l'équipe, lors d'un match nul 3-3 contre les Central Coast Mariners. Il décrit ce début comme un "rêve", en disant qu'il s'était auparavant concentré sur la National Youth League et qu'il avait essayé d'ignorer la controverse entourant son premier rôle de capitaine. Le Gold Coast United perd sa licence d'exploitation de la A-League la semaine suivante. La perte de la licence amène la fédération d'Australie à se démener pour trouver une équipe de remplacement, ce qui entraîne à la création des Western Sydney Wanderers.

#### Newcastle Jets
Le 25 mai 2012, Cooper signe un contrat de deux ans avec les Newcastle Jets. Il cite son respect pour l'entraîneur des Jets, Gary van Egmond, qu'il connaissait depuis son passage avec les moins de 17 ans australiens, comme un facteur important dans ce choix. Cooper subit une blessure au ligament croisé antérieur du genou droit lors du dernier match des Jets de la saison 2012-13, l'excluant pour plusieurs mois. Il prolonge son contrat d'un an avec les Jets en juin 2013. Peu de temps après son retour sur le terrain, il subit une deuxième blessure au ligament croisé antérieur, cette fois au genou gauche, lors d'un match de National Youth League contre les Western Sydney Wanderers en janvier 2014. Il revient jouer dans l'effectif des Jets en décembre 2014.
En mars 2015, Cooper signe un nouveau contrat de deux ans avec les Jets. Il inscrit son premier but pour le club le 12 février 2016 de la tête lors d'un match nul contre le Brisbane Roar.
Cooper est l'un des trois joueurs seniors omis de l'équipe des Jets pour une tournée de pré-saison en Chine en août 2016, l'entraîneur Scott Miller parlant de faire partir certains joueurs du club. Cependant, Scott Miller lui-même est licencié le mois suivant, ce que le PDG des Jets, Lawrie McKinna, décrit comme donnant une nouvelle chance aux joueurs avec un nouvel entraîneur.

#### Nunawading City
Cooper s'engage avec Nunawading City, équipe de NPL Victoria 2, pour la saison 2017. Mitch marque son premier but pour Nunawading contre les Goulburn Valley Suns lors de la deuxième journée de la saison de NPL2 Est, avant de marquer un coup de tête lors de la victoire 5-2 contre Richmond SC.
Pendant le reste de la saison, Cooper marque 18 buts en championnat (dont 3 en coupe) pour un total de 21 buts sur la saison. Il figure parmi les 10 meilleurs joueurs pour la médaille d'or de la Victorian NPL2 aux côtés de son ancien coéquipier des Newcastle Jets et de Gold Coast United, James Brown. Il marque 3 triplés contre les Casey Comets, Bendigo City et Melbourne City Youth.

### Carrière internationale
Cooper représente l'Australie avec l'équipe des moins de 17 ans, notamment lors de la Coupe du monde des moins de 17 ans 2011. Il joue quatre matchs lors de cette compétition organisée au Mexique. L'Australie s'incline en quart de finale face à l'Ouzbékistan.
En mars 2019, il est appelé pour la première fois en équipe du Vanuatu. Il joue son premier match le 3 juin 2019, en amical contre Tahiti (victoire 2-0). Il inscrit son premier but le 14 juillet 2019, en amical contre les Tonga, où il officie comme capitaine (large victoire 0-14). Quatre jours plus tard, il se met en évidence en étant l'auteur d'un quadruplé face aux Samoa (large victoire 11-0).